# Clarisa Fernández
Clarisa Fernández (Córdoba, 28 augustus 1981) is een voormalig tennisspeelster uit Argentinië.
Op zesjarige leeftijd begon ze met tennis.
Ze stopte in april 2008 na een langdurige periode met knieklachten.

## Prestatietabel
| Legenda | Legenda                          |
| ------- | -------------------------------- |
| g.t.    | geen toernooi gehouden           |
| l.c.    | lagere categorie                 |
| –       | niet deelgenomen                 |
| G       | uitgeschakeld in de groepsfase   |
| 1R      | uitgeschakeld in de eerste ronde |
| 2R      | uitgeschakeld in de tweede ronde |
| 3R      | uitgeschakeld in de derde ronde  |
| 4R      | uitgeschakeld in de vierde ronde |
| KF      | uitgeschakeld in de kwartfinale  |
| HF      | uitgeschakeld in de halve finale |
| F       | de finale verloren               |
| W       | het toernooi gewonnen            |
| w-v     | winst/verlies-balans             |

### Grand slam, enkelspel
| Toernooi        | 2001 | 2002 | 2003 | 2004 | 2005 | 2006 | 2007 | 2008 |
| --------------- | ---- | ---- | ---- | ---- | ---- | ---- | ---- | ---- |
| Australian Open | –    | 1R   | 3R   | 1R   | –    | –    | 1R   | 1R   |
| Roland Garros   | –    | HF   | 2R   | –    | 2R   | 1R   | –    | –    |
| Wimbledon       | 1R   | 2R   | 1R   | –    | –    | 2R   | –    | –    |
| US Open         | –    | 1R   | 1R   | –    | –    | 1R   | –    | –    |

### Grand slam, vrouwendubbelspel
| Toernooi        | 2002 | 2003 | 2004 |
| --------------- | ---- | ---- | ---- |
| Australian Open | 2R   | –    | 1R   |
| Roland Garros   | 1R   | –    | –    |
| Wimbledon       | 1R   | –    | –    |
| US Open         | 2R   | –    | –    |

### Grand slam, gemengd dubbelspel
| Toernooi        | 2003 |
| --------------- | ---- |
| Australian Open | –    |
| Roland Garros   | KF   |
| Wimbledon       | –    |
| US Open         | –    |